# Once (cançó de Pearl Jam)

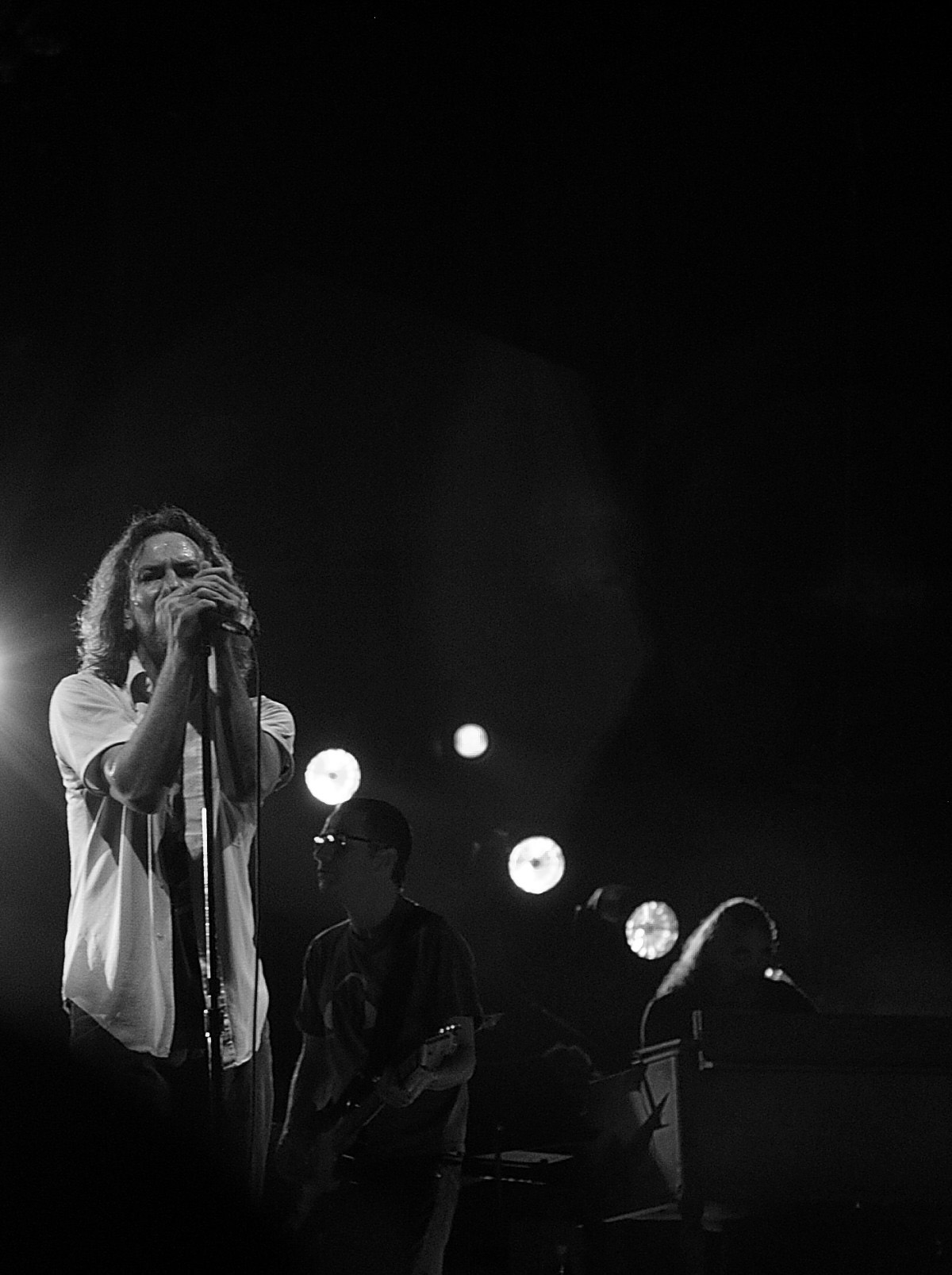
Eddie Vedder, autor de Once, en Berlin, 2006

Once és la cançó que obre Ten, l'àlbum debut de la banda de rock americana Pearl Jam. Va ser publicada per primer cop el 27 d'agost de 1991. Once és precedida per un petit interludi de la pista oculta del disc, la cançó Master-Slave. A més d'aparèixer en l'àlbum Ten, aquesta cançó també es va publicar: (1) com a cara B del senzill Alive, (2) en el disc de grans èxits de la banda Rearviewmirror: Greatest Hits 1991-2003 i (3) en la reedició de Ten de 2009.

## Origen de la cançó
La banda, per tal de trobar un cantant i un bateria, va distribuir una demo instrumental, The Gossman Project. Eddie Vedder, que, aleshores, treballava en una estació de servei, va respondre a la crida. Once pot considerar-se, així, com una de les primeres lletres escrites per Eddie Vedder, ja que forma part de les cançons que va compondre i que va gravar amb la seva veu per tal d'optar al lloc de vocalista. La música d'Once, però, és obra de Stone Gossard, el guitarrista del grup

## Significat de la lletra
El títol original de la cançó era Agytian Crave. En realitat, es tractava del segon tema de la Trilogia Mamasan[a] (treball en què es va acabar convertint la demo The Gossman Project). Once anava precedida per Alive i seguida de Footsteps. Vedder va qualificar el treball com una miniòpera.
S'ha discutit molt sobre la història que explica la Trilogia. La primera explicació la va donar el mateix Vedder, moments abans de tocar la trilogia en viu per primera vegada, el 18 de juny de 1992 en un concert realitzat a Zúric, Suïssa.
La trilogia descriu la vida d'una persona des de la seva infància fins als seus darrers dies a la presó quan està a l'espera de la seva execució per tot un seguit de crims. Once és el relat de com aquest personatge, a causa dels seus ressentiments i per culpa de tot allò que va viure de nen (la mort del pare, els abusos sexuals per part de sa mare, etc.), acaba embogint i convertint-se convertit en assassí en sèrie.

### La lletra en català
Un cop
Ho admeto ... què puc dir sinó ... sí ...
Vaig a reviure ... sense dolor ... mmm ...
Amant de carreró en un costat de la carretera
Tinc una bomba al meu cap que està a punt d'explotar
Tinc un calibre 16 sota els meus pantalons, jo jugo ...
En un altre temps, em podia controlar.
Oh, en un altre temps, em podia perdre, si ...
Oh, tractar d'imitar el que està boig ... ooh, sí ...
Estic en això ... on sóc?
Oh, estiu indi i no m'agrada la calor
Tinc un amant de carreró al seient del passatger
Tinc la meva mà a la butxaca, així determinat, discret ... Jo reso ...
Hi va haver un temps en què vaig poder controlar-me
Oh, hi va haver un temps que em podria perdre a mi mateix, sí, sí ...
Creus que tinc els ulls tancats
Però t'estic mirant a tu tot el fotut temps ...
Ooh, hi havia una vegada en que vaig poder controlar-me, si ...
Hi va haver un temps en què em podria perdre a mi mateix, sí, sí, sí ...
Hi va haver un temps en què podia estimar-me a mi mateix, sí ...
Hi va haver un temps en què vaig poder estimar-te, sí, sí, sí ...
Un cop (4x)
Sí ... una vegada, una vegada ... sí, sí ...
Sí ... sí, sí ... sí, sí ... wow ...

## Nota
- ^a  El terme Mamasan (o escrit correctament, Mama-san) és originalment japonès, i fa referència a les dones que treballen com supervisores en un bar, un centre nocturn, o en prostíbuls o llocs relacionats amb el comerç sexual en general. El terme es va popularitzar entre els soldats nord-americans que van estar al Japó durant la Segona Guerra Mundial.